# 施福生
施福生（1921年8月16日—1999年），又名馥森，江苏宜兴人，紫砂名家。善制鱼化龙壶、松鼠葡萄咖啡壶等。

## 生平
施福生出生于宜兴蜀山镇的一个紫砂世家，父亲是制壶名手施金廷（金庭，1877年—1954年），启蒙师傅则是紫砂名家叶德喜。他于1935年初中毕业后开始从事紫砂陶制作，曾与朱可心等在江苏省立宜兴陶瓷职校担任实习技师。1954年，他与朱可心、裴石民、吴云根等艺人一同加入汤渡生产合作社（宜兴紫砂工艺厂前身）。1958年在紫砂工艺厂带徒授艺。1962年工厂成立半成品质量验收仓库后，他长期担任产品质量检验的主要负责人，直至1992年退休。

## 家庭
施福生育有一子（施小马）、二女（施秀春、施秀芬），其中儿子施小马是江苏省陶瓷艺术大师、高级工艺美术师。